# Синацухико-но ками
Синацухико-но ками (яп. 志那都比古神, в Кодзики) и Синацухико-но микото (яп. 級長津彦命,  в Нихон сёки) также носит имя Синатобэ-но микото (яп. 級長戸辺命,  в Нихон сёки) — ками в синтоизме, мужское божество, из японской мифологии. Является богом ветра. По Нихон сёки другое имя этого бога Синатобэ-но микото считается было приписано его женской версии. В Норито «Праздник богов ветра Тацута» (Тацута-но кадзэ-но ками-но мацури), также утверждается, что эти два имени Синацухико-но ками и Синатобэ-но микото первоначально относились к именам одной пары богов состоящей из божеств мужского и женского пола.
По Кодзики является сыном Идзанаги и Идзанами. По Нихон сёки после рождения Идзанаги и Идзанами «Восьми Больших Островов» (Куниуми), Идзанаги сказал: «В стране, которую мы породили, ничего нет, кроме утреннего тумана, и исполнена она ароматов». После чего, Идзанаги подул в утренний туман, и от его дыхания родился Синацухико-но микото, другое его имя Синатупико-но микото. Синатупико — имя божества ветра. Пико — «отрок», «юноша», на и ту — суффиксы притяжательности, часть си комментаторы переводят как «ветер», ссылаясь на употребление этого корня в норито, где есть выражение синато-но кадаэ, «ветер синато».